# Урдасубі
Урдасубі, Урдаш (баск. Urdazubi, ісп. Urdax, офіційна назва Urdazubi/Urdax) — муніципалітет в Іспанії, у складі автономної спільноти Наварра. Населення — 368 осіб (2009).
Муніципалітет розташований на відстані близько 370 км на північний схід від Мадрида, 50 км на північ від Памплони.
На території муніципалітету розташовані такі населені пункти: (дані про населення за 2009 рік)
- Алькерді: 73 особи
- Данчарінеа: 48 осіб
- Ландібар: 66 осіб
- Леорлас: 73 особи
- Тельєрія: 18 осіб
- Урдасубі/Урдаш: 90 осіб

В селі народився відомий баскський письменник 17 ст. Педро Аґерре (Ашулар).

## Демографія
Динаміка населення (INE ):

## Галерея зображень

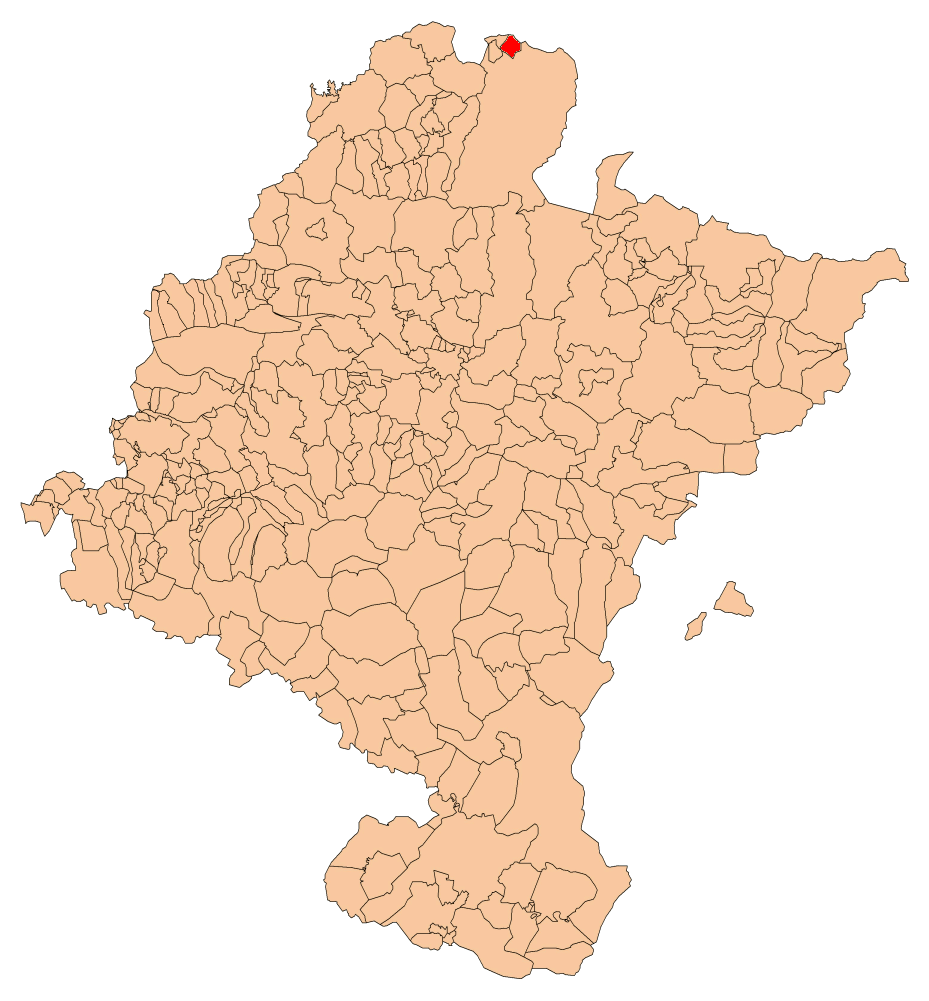
Розташування муніципалітету